# آیخن
ایخن (به آلمانی: Eichen) یک شهر در آلمان است که در راینلاند-فالتس واقع شده‌است.

## خصوصیات
ایخن ۵۸۳ نفر جمعیت دارد.